# Miguel Sabat Nuet

Miguel Sabat Nuet (Barcelona, Espanha, 12 de março de 1923 — São Paulo, 30 de outubro de 1973) foi um catalão, com residência na Venezuela, que morreu na cela do Departamento de Ordem Política e Social (DOPS) de São Paulo, na custódia do Departamento de Operações Internas (DOI-CODI).
Devido às circunstancias da morte, é considerado vítima da repressão política da Ditadura Militar Brasileira. Miguel é o único cidadão espanhol, como também único cidadão venezuelano, que foi morto pelo regime.

## Vida
Filho dos catalães Miguel Sabat Nuet e Mon Serrat Nuet, Miguel nasceu em Barcelona, no dia 12 de março de 1923. Em 1950, por volta dos 26 anos, decide emigrar do país natal por causa do contexto de turbulência e depressão econômica que prejudicava a sua profissão de vendedor de veículos. No caso, a Espanha vivia a ditadura franquista, que na época ainda não tinha estabelecido o planejamento nem as reformas que causariam o milagre econômico espanhol nos anos 60. A finais daquele ano, Miguel emigra a Venezuela, cuja prosperidade a colocava como o quarto país mais rico do mundo (considerando o PIB per capita) nos inícios dos anos 50.
Ao chegar no país, foi acolhido pelo tio. Como tinha carteira de motorista, começou a trabalhar como motorista de camiões de obra de construção. Tempo depois, exerceu outros empregos como camareiro, representante comercial e assistente de engenheiro. Graças a tais oportunidades de trabalho, Miguel permaneceu pelo resto da vida no país tropical, mais precisamente na capital, Caracas, onde estabeleceu a sua residência. Durante os 23 anos que morou no país, nacionalizou-se e casou-se com a colombiana Adoración Diaz, cuja união concebeu três filhos: Maria Del Carmen, Miguel e Lorenzo. Anos mais tarde, divorciou-se dela.

## Viagem a Argentina e escala no Brasil
Por trabalhar numa empresa de venda de automóveis, Miguel realizou uma viagem de negócios a Buenos Aires em Agosto de 1973. Após um mês de estadia, realiza uma escala em São Paulo para cobrar uma dívida que haviam contraído com seu pai durante a Guerra Civil Espanhola (1936-1939). Apesar da motivação, Miguel estava sem os documentos necessários para comprovar a necessidade da cobrança da dívida.
Posteriormente, após ser detido, a família ficou sem informações sobre a vida de Nuet, que mandava cartas que falavam sobre saudades, mas nunca deixava detalhes sobre a sua vida.

## Prisão
Miguel Sabat Nuet foi preso por uma equipe do Departamento de Operações Internas (DOI-CODI). O órgão de repressão tinha a função de combater grupos de esquerda que eram contra o regime político da época. O relatório do DOI-CODI, informava que ,antes, em 9 de outubro de 1973 Miguel teria pulado de um trem em movimento na estação Barra Funda e deixado uma mala, motivo pelo qual ele precisava ser detido e investigado. Um ofício do delegado do DOPS, Adolpho Magalhães Lopes, encaminhado ao DOI/CODI de São Paulo, revela que Miguel foi abordado por agentes policiais no referido dia às 16h30 e, posteriormente, encaminhado ao DOPS, às 19h30 para inspeção.
Na mala que Miguel carregava, foram encontrados cartas e documentos que foram considerados como material de subversão. Entre esses documentos haviam criticas à guerra do Vietnam, manifestações anti-católicas e aclamações de supostas perseguições na Argentina por causa dos seus estudos teológicos. Na questão ideológica, proclamava-se militante socialista e autor de uma filosofia teológica chamada "Hectólogos". Nunca foi sabido se Nuet teve algum envolvimento político de esquerda radical.
Na ficha de Miguel, encontrada no DOPS (Departamento de Ordem Política e Social), a polícia acrescentou a letra “T” em vermelho, sinal que era utilizado na época para identificar terroristas.– Dos documentos constam, ademais, a relação de 19 presos, datada de 12 de dezembro de 1973, assinada por José Aírton Bastos e Manoel Nascimento da Silva, em que constam informações de alguns estrangeiros, “presos à disposição das autoridades”, que estavam em situação irregular ou que aguardavam para serem expulsos do país. Contudo, o seu caso estava sujeito às decisões do departamento de “ordem social”, tal como apontado pelo documento.

## Morte
No dia 30 de outubro de 1973, foi encontrado morto em uma cela do Departamento de Ordem Política e Social (DOPS) de São Paulo. Segundo a polícia, o motivo foi suicídio, por meio de enforcamento. Apesar do falecimento, seu corpo não foi entregue aos seus familiares e foi enterrado com indigente.
Testemunhas durante a custódia afirmaram que ele foi levado à cela conhecida como "fundão‟ ou "forninho" onde se escutava gritos de dor e desespero do Miguel. Devido às circunstâncias, a Comissão Nacional da Verdade considera que Miguel foi assassinado após fortes seções de tortura. Tal afirmação o coloca como uma das 434 vítimas políticas da ditadura militar brasileira.

## O corpo
A localização do corpo permaneceu um mistério até a descoberta em 1991. Os restos foram achados no cemitério paulistano de Dom Bosco, mais precisamente no terreno 485 da quadra 7, local conhecido como a Vala dos Perus. O cemitério localiza-se na Zona Norte de São Paulo.
O corpo estava enterrado junto com dois militantes de esquerda; Sônia Maria Moraes Angel Jones, de 27 anos, e Antônio Carlos Bicalho Lana, de 24 anos, ambos pertencentes à guerrilha urbana Ação Libertadora Nacional (ALN).
A exumação dos restos mortais foi feita em abril de 2008, a partir de um exame de DNA feito com um fêmur e alguns dentes da ossada. Em 2011, a confirmação do exame foi feita e, no mesmo ano, foi realizada a cerimônia na Faculdade de Direito de São Paulo para a entrega dos restos mortais do hispano-venezuelano aos filhos Miguel, Maria Del Carmem e Lorenzo, que ficaram mais de 34 anos sem informações do pai.
Seus restos foram incinerados e suas cinzas foram espalhadas pelos familiares na serra de Montjuïc, em Barcelona, onde Miguel tinha recordações marcantes da infância.